# Venezillo longipes
Venezillo longipes là một loài chân đều trong họ Armadillidae. Loài này được Budde-Lund miêu tả khoa học năm 1909.